# Cratere Canala
Canala  è un cratere sulla superficie di Marte.